# Полубеевка
Полубеевка — деревня в Выгоничском районе Брянской области, в составе Кокинского сельского поселения. Расположена в 2 км к северо-западу от села Скуратово. Население — 12 человек (2010).

## История
Упоминается (первоначально как пустошь) с 1680-х гг.; до 1764 года — владение Свенского монастыря, входила в приход села Упорой.
Первоначально входила в Подгородный стан Брянского уезда; с последней четверти XVIII века по 1922 в Трубчевском уезде (с 1861 — в составе Красносельской волости, с 1910 в Кокинской волости); в 1922—1929 в Выгоничской волости Бежицкого уезда; с 1929 в Выгоничском районе, а в период его временного расформирования (1932—1939, 1963—1977) — в Брянском районе.
С 1920-х гг. до 1980 года входила в Паниковецкий сельсовет (в 1950-х гг. временно в Кокинском сельсовете).